# Mary Dimmick Harrison
Mary Scott Lord Dimmick Harrison (ur. 30 kwietnia 1858 w Honesdale, zm. 5 stycznia 1948 w Nowym Jorku) – druga żona prezydenta Benjamina Harrisona, pierwsza dama USA.

## Życiorys
Mary Scott Lord urodziła się 30 kwietnia 1858 roku w Honesdale. Była siostrzenicą Caroline Harrison. W młodości wyszła za mąż za Waltera Ersline’a Dimmicka, a w 1882 roku została wdową. Gdy Benjamin Harrison wygrał wybory prezydenckie, Mary, z rekomendacji ciotki, została jego sekretarką.
Po śmierci Caroline, prezydent poprosił Mary, żeby pełniła obowiązki pierwszej damy do zakończenia kadencji. Wkrótce potem związali się ze sobą, co spotkało się ze stanowczą dezaprobatą dzieci Harrisona. Ślub byłego prezydenta z Mary Scott odbył się 6 kwietnia 1896 roku. Po ślubie zamieszkali w Indianapolis, gdzie 21 lutego 1897 roku urodziła się ich córka, Elizabeth.
Mary po raz drugi owdowiała w 1901 roku. Z czasem coraz mniej udzielała się towarzysko, gdyż nie była akceptowana przez waszyngtońską elitę. Zmarła 5 stycznia 1948 roku w Nowym Jorku.